# Eumolpinae
Sous-famille
Les Eumolpinae sont une sous-famille de coléoptères de la famille des Chrysomelidae.
Cette sous-famille a été décrite pour la première fois en 1840 par l'entomologiste britannique Frederick William Hope (1797-1862).

## Liste des tribus et genres
Selon ITIS (5 mars 2014) :
- - genre Pagria Lefèvre, 1884
- tribu des Adoxini Baly, 1863
  - genre Bromius Chevrolat in Dejean, 1836
  - genre Colaspidea Laporte, 1833
  - genre Demotina Baly, 1863
  - genre Fidia Baly, 1863
  - genre Xanthonia Baly, 1863
- tribu des Eumolpini Hope, 1840
  - genre Brachypnoea Gistel, 1850
  - genre Chrysochus Chevrolat in Dejean, 1836
  - genre Chrysodinopsis J. Bechyné, 1950
  - genre Colaspis Fabricius, 1801
  - genre Eumolpus Weber, 1801
  - genre Euphrytus Jacoby, 1881
  - genre Glyptoscelis Chevrolat in Dejean, 1836
  - genre Megascelis Latreille, 1825
  - genre Metaparia Crotch, 1873
  - genre Myochrous Erichson, 1847
  - genre Promecosoma Lefèvre, 1877
  - genre Rhabdopterus Lefèvre, 1877
  - genre Spintherophyta Dejean, 1836
  - genre Tymnes Chapuis, 1874
  - genre Zenocolaspis J. Bechyné, 1997
- tribu des Synetini Edwards, 1953
  - genre Syneta Dejean, 1835
  - genre Thricolema Crotch, 1874
- tribu des Typophorini Chapuis, 1874
  - genre Graphops J. L. LeConte, 1859
  - genre Metachroma Chevrolat in Dejean, 1836
  - genre Paria J. L. LeConte, 1858
  - genre Typophorus Chevrolat in Dejean, 1836

### Référence staxonomiques
- (en) Fauna Europaea : Eumolpinae (consulté le 21 mars 2023)
- (fr + en) ITIS : Eumolpinae Hope, 1840 (consulté le 5 mars 2014)
- (en) NCBI : Eumolpinae (taxons inclus) (consulté le 5 mars 2014)
- (en) Paleobiology Database : Eumolpinae Hope 1840 (consulté le 5 mars 2014)